# Beatyfikowani przez Klemensa XIV
Beatyfikowani przez Klemensa XIV – błogosławieni wyniesieni na ołtarze w czasie pontyfikatu Klemensa XIV.

## 1769
4 czerwca
- Bł. Franciszek Caracciolo

16 września
- Bł. Bernard II Badeński (zatwierdzenie kultu)
- Bł. Katarzyna z Pallanzy (zatwierdzenie kultu)
- Bł. Juliana Puricelli (zatwierdzenie kultu)

## 1771
- Bł. Joanna Scopelli (zatwierdzenie kultu)
- Bł. Tomasz z Florencji

14 grudnia
- Bł. Antoni Primaldo (zatwierdzenie kultu)

## 1772
8 czerwca
- Bł. Paweł Burali z Arezzo

## 1774
23 lipca
- Bł. Beatrycze II d'Este (zatwierdzenie kultu)